# Gesonia secundalis
Gesonia secundalis là một loài bướm đêm trong họ Noctuidae.